# Demon Cat

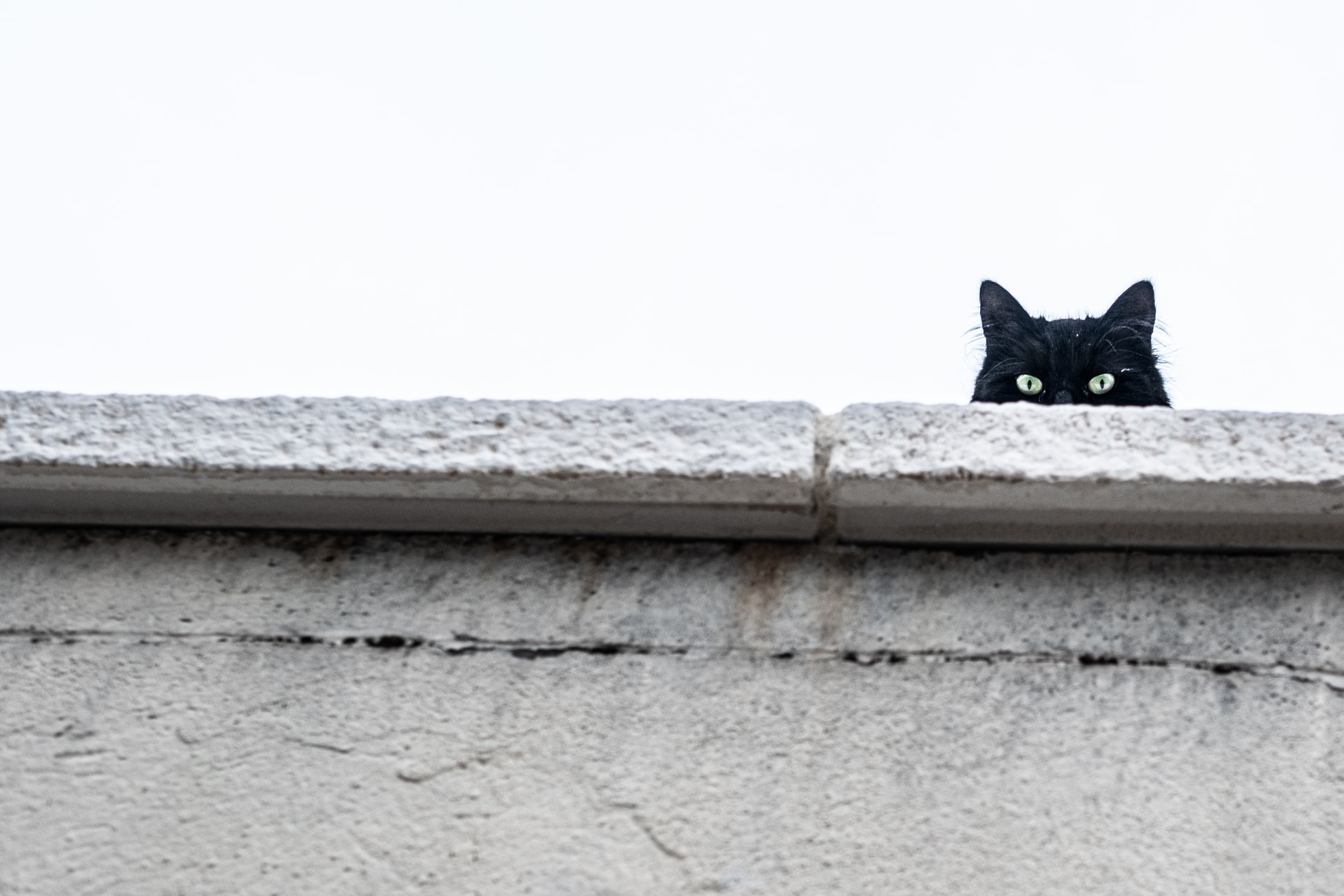
Gat negre mirant per sobre d'una paret a Washington DC

Demon Cat o el gat dimoni (també conegut com a DC) és un gat fantasma que se suposa que persegueix els edificis governamentals de Washington, DC, que és la capital dels Estats Units. Els seus llocs principals són els dos punts de referència principals de la ciutat: la Casa Blanca i el Capitoli dels Estats Units.

## Història
La història del gat dimoni es remunta a mitjans del 1800 quan es van introduir gats als túnels del soterrani de l'⁣edifici del Capitoli dels Estats Units per caçar rates i ratolins. La llegenda diu que el gat dimoni és un d'aquests gats que mai va marxar, fins i tot després de la seva mort. La seva llar és suposadament la cripta del soterrani de l'edifici del Capitoli, que originàriament estava pensada com a cambra funerària del president George Washington.
Segons la llegenda, el gat es veu abans de les eleccions presidencials i les tragèdies a Washington, DC, i suposadament va ser vist pels guàrdies de seguretat de la Casa Blanca la nit abans dels assassinats de John F. Kennedy i Abraham Lincoln. Es descriu com un gat negre o un gat tabby i la mida d'un gat domèstic mitjà. No obstant això, els testimonis informen que el gat s'infla a "la mida d'un tigre gegant" i es diu que fa 10 peus per 10 peus, quan és alertat. Aleshores, el gat explotaria o es llançaria sobre el testimoni, desapareixent abans d'aconseguir atrapar la seva "víctima".
A la dècada de 1890, es diu que el gat va desaparèixer inexplicablement quan alguns guàrdies del Capitoli li van disparar amb les seves armes, i un altre suposadament va morir d'un atac de cor després de veure'l.
L'últim albirament oficial del suposat fantasma va ser durant els darrers dies o després de la Segona Guerra Mundial als anys quaranta.

## Explicació
Segons Steve Livengood, el guia turístic en cap de la Societat Històrica del Capitoli dels Estats Units, la força policial del Capitoli era coneguda per contractar familiars i amics no qualificats dels congressistes com a favors, i aquests homes sovint estaven borratxos mentre patrullaven. Livengood creu que la llegenda va començar quan un guàrdia de seguretat que estava estirat en un estupor borratxo va ser llepat per un dels gats de l'edifici del Capitoli i va suposar erròniament que era un gat gegant. Livengood afirma que en comunicar l'incident al seu superior, el guàrdia hauria estat enviat a casa per recuperar-se, i "finalment els altres guàrdies es van adonar que podrien tenir un dia de descans si veiessin el gat dimoni".

## En la cultura popular
Fundats el 2006, els DC DemonCats són un dels quatre equips locals de Roller Derby de Washington, DC.